# Zsingjalov hac

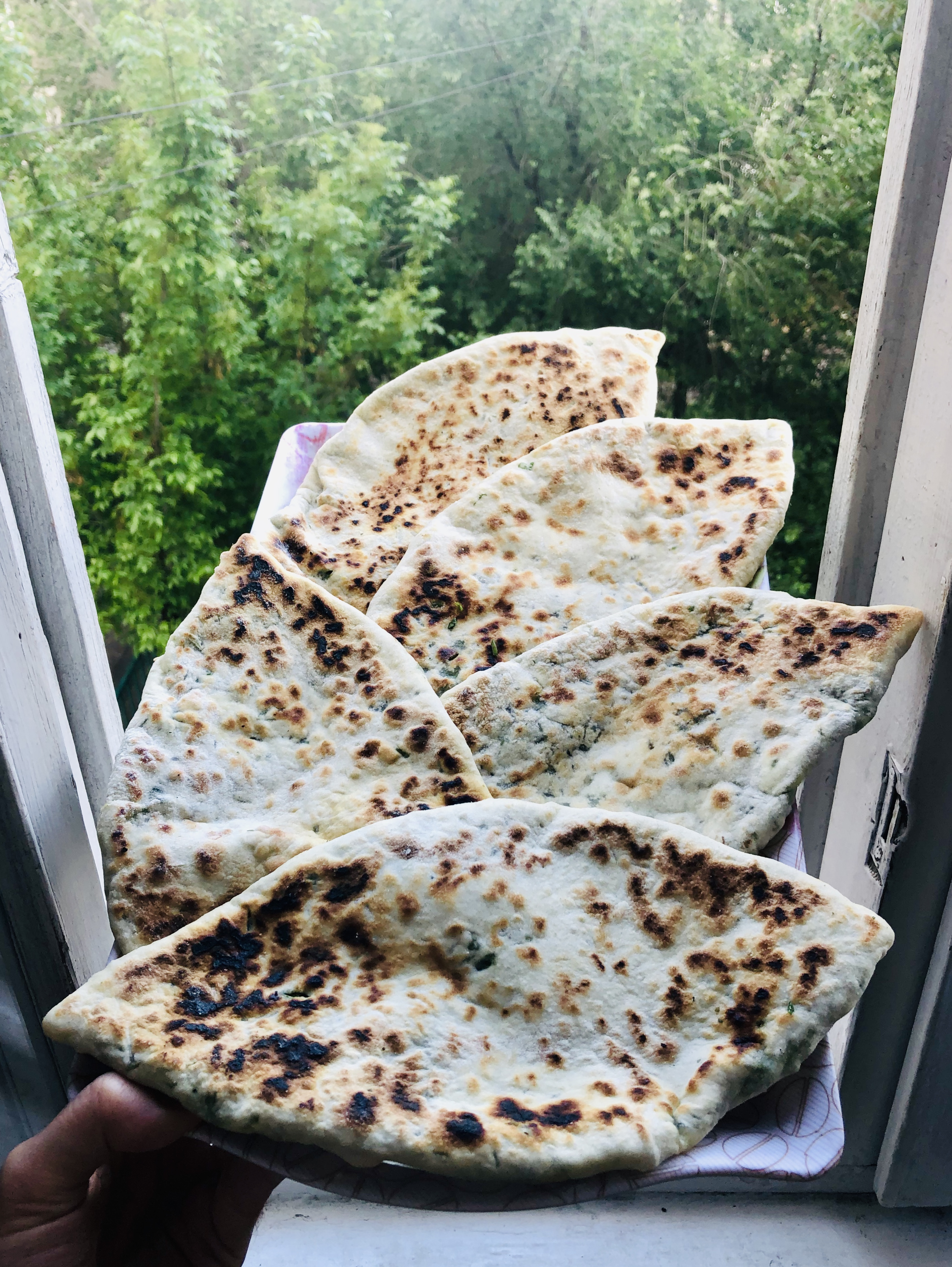

A zsingjalov hac (örményül: ժենգյալով հաց, alternatív latinbetűs átírással: zhingyalov hats, zhengyalov hac), egyes vidékeken pindzsarov hac (պինջարով հաց) egy apróravágott zöldfűszerekkel és zöldségfélékkel töltött örmény lepénykenyér. A zsingjalov hac nevéből a „zsingjal” (ժենգյալ) a zöldfűszerek és zöldségfélék keverékének az elnevezése, míg a "hac" (հաց) jelentése kenyér. Az alternatív pindzsarov hac elnevezésben a pindzsar (պինջար) a töltelék egyk alkotóelemére, a csalánra utal. A zsingjalov hac Arcah (Hegyi-Karabah) és Szjunik tartomány hagyományos étele de egész Örményországban és a diaszpórában is ismerik és fogyasztják. Gyakran fogyasztják éhínségek és háborúk alatt, továbbá különösen népszerű nagyböjt idején.

## Elkészítés
A kenyérnek liszt, só és víz az alapja. Az örmény lavassal ellentétben, a zsingjalov hac nem tartalmaz sem élesztőt sem kovászt. A tésztát összedolgozzák, hagyják pihenni, majd kinyújtják, míg papírvékony nem lesz.
A tölteléket különféleképpen össze lehet állítani, ízlés szerint több tucat, akár huszonöt összetevője is lehet. A zsingjal az alábbi összetevőkből állhat össze: póréhagyma, fokhagyma zöldje, koriander, zamatos turbolya, tyúkhúr, lórom, pásztortáska, csalán, illatos ibolya, kónya habszegfű, virághagyma (allium paradoxum), borsmenta, lómenta, fodormenta, alma menta, (vad) spenót, bakszakáll, kaukázusi skarlát pipacs, mákvirág, alpesi mák, házi len zsenge levelei, apácavirág, zsenge szőlő levelek, német őrültfű, orvosi tikszem (anchusa arvensis). A zöldeket apróra vágják, összekeverik, majd sózzák, borsozzák és meghintik egy kis olajjal. A keveréket ezután a kinyújtott tésztaba helyezik, majd a tészta két szélét felülről egymásba hajtják és kézzel összedolgozzák, beszorítva a tölteléket.
A megtöltött kenyereket ezután illesztéssel lefelé sütik egy speciális, szadzsin-nak (սաջին) nevezett serpenyőben, vagy néhány percig egy tonir-nak (թոնիր) nevezett hengeres kemencében míg a kenyér mind két oldala világos barna nem lesz. Otthoni alternatívaként egy közepesen felhevített sütőlapon is elkészíthető.
A zsingjalov hacot gyakran fogyasztják vörösborral, sörrel vagy íróval.